# Pablo Ceppelini
Pablo Ceppelini< (Montevideo, 11 de setembro de 1991) é um futebolista uruguaio que joga como meia. Atualmente está no Alianza Lima.

## Carreira
Foi revelado pelo Bella Vista. No início de 2011 ele se transferiu para o Peñarol, junto com Federico Rodríguez, onde jogaria a Copa Libertadores da América de 2011 e a segunda parte do Campeonato Uruguaio 2010-11.
Disputou pela Seleção Uruguaia de Futebol o Campeonato Sul-Americano de Futebol Sub-20 de 2011, que foi realizado no Peru.
Logo após o Campeonato Sul-Americano de Futebol Sub-20, Cepellini acertou com o Cagliari, onde foi vendido por 2,3 milhões de euros.
Fez sua estréia pelo Cagliari contra o Cesena, partida que terminou em 2 a 0 para a equipe do Cesena.

## Títulos
Maribor
- Campeonato Esloveno: 2013–14

Peñarol
- Campeonato Uruguaio: 2021
- Supercopa Uruguaya: 2022

Cuiabá
- Campeonato Mato-Grossense: 2023